# St-Sébastien (Allos)

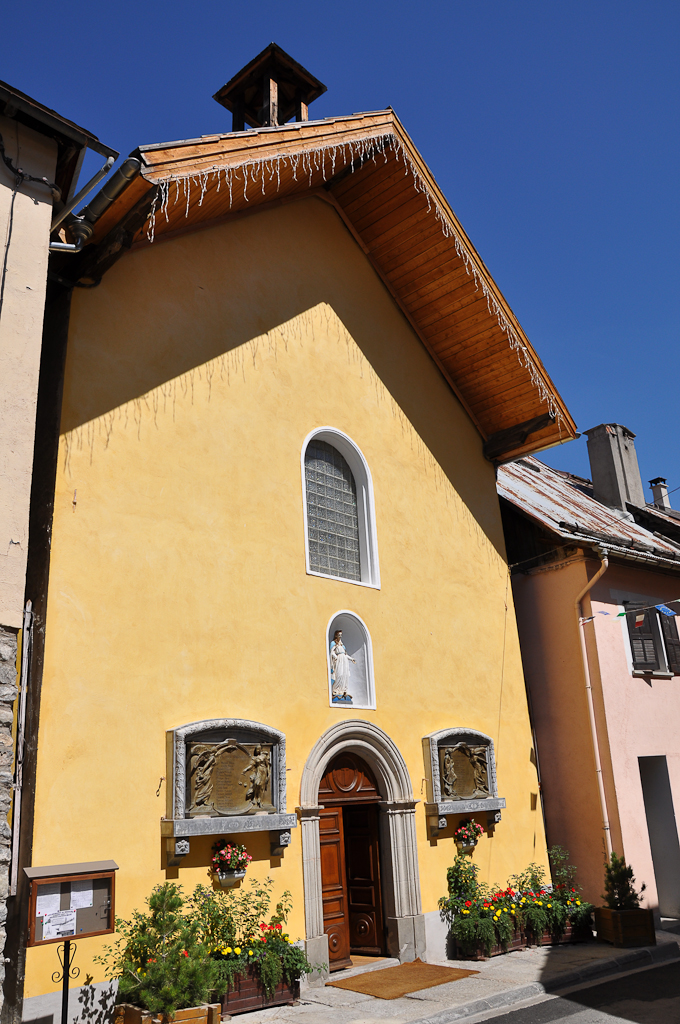
Kirche St-Sébastien in Allos

Saint-Sébastien (auch: Chapelle des Pénitents) ist eine römisch-katholische Kirche in der provenzalischen Gemeinde Allos im Bistum Digne. Sie ist seit 1996 als Monument historique eingestuft.

## Lage und Funktion
Die an zwei Seiten in die örtliche Baumasse eingefügte Kirche liegt mit ihrer Fassade an der Place Alphonse Pascal in Allos. Sie dient der Pfarrei Haut Verdon (Pfarrer seit 2024: Marcellin Tchalla) als Pfarrkirche. Im 18. Jahrhundert, als die am Ortsrand gelegene Kirche Notre-Dame de Valvert Pfarrkirche war, diente sie als Büßerkapelle (Chapelle des Pénitents).

## Patrozinium
Die Kirche ist dem Patrozinium des heiligen Sebastian geweiht.

## Geschichte und Ausstattung
Das heutige Gebäude mit flacher Chorrückwand wurde 1747 errichtet. Bemerkenswert ist der mit 14 Darstellungen reich ausgemalte Kuppelchor. Die von 1857 bis 1860 angefertigten Gemälde stammen von Fidèle Patritti (1811–1867). Das Kuppelgemälde stellt die Dreifaltigkeit und den als Märtyrer in den Himmel auffahrenden Sebastian dar. Unter den weiteren Werken ragen eine Abendmahlsszene, die Darstellung der wunderbaren Brotvermehrung und das Martyrium des heiligen Sebastian hervor.